# Wuustwezel
Wuustwezel és un municipi belga de la província d'Anvers a la regió de Flandes. Està compost per les seccions de Wuustwezel i Loenhout. Limita al nord amb Zundert, a l'oest amb Kalmthout, a l'est amb Hoogstraten, al sud-oest amb Kapellen i Brasschaat, al sud amb Brecht i al sud-est amb Rijkevorsel.

## Evolució de la població

### Seglexix
| Any      | 1806 | 1816 | 1830 | 1846 | 1856 | 1866 | 1876 | 1880 | 1890 |
| -------- | ---- | ---- | ---- | ---- | ---- | ---- | ---- | ---- | ---- |
| Població | 1188 | 1541 | 1694 | 2123 | 2104 | 2226 | 2393 | 2493 | 2543 |
|          |      |      |      |      |      |      |      |      |      |

### Segle XX (fins a 1976)
| Any      | 1900 | 1910 | 1920 | 1930 | 1947 | 1961 | 1970 | 1976 |  |
| -------- | ---- | ---- | ---- | ---- | ---- | ---- | ---- | ---- |  |
| Població | 3113 | 4009 | 4554 | 5110 | 6557 | 8248 | 8779 | 9658 |  |
|          |      |      |      |      |      |      |      |      |  |

### 1977 ençà
| Any       | 1977   | 1980   | 1985   | 1990   | 1995   | 2000   | 2005   | 2008   |
| --------- | ------ | ------ | ------ | ------ | ------ | ------ | ------ | ------ |
| Població  | 11.793 | 12.455 | 13.647 | 14.893 | 16.551 | 17.552 | 18.184 | 18.837 |
| Font: NIS |        |        |        |        |        |        |        |        |